# Catadysis pygmaeum
Catadysis pygmaeum är en mossdjursart som beskrevs av Moyano 1985. Catadysis pygmaeum ingår i släktet Catadysis och familjen Lekythoporidae. Inga underarter finns listade i Catalogue of Life.